# Центральный район (Мариуполь)
Центра́льный район Мариуполя — крупнейшая по численности населения внутригородская административно-территориальна единица города Мариуполя, до 28 января 2016 года носившая название Жовтне́вый район

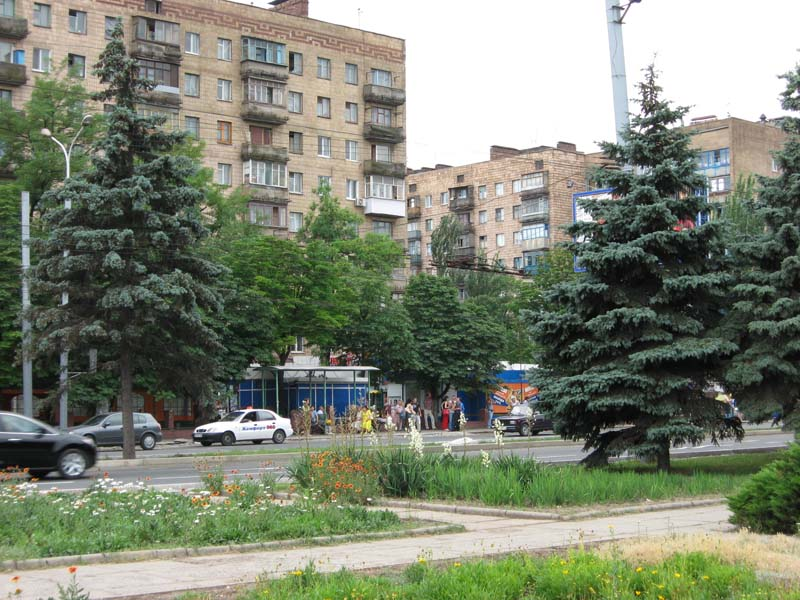
Район 1000 Мелочей

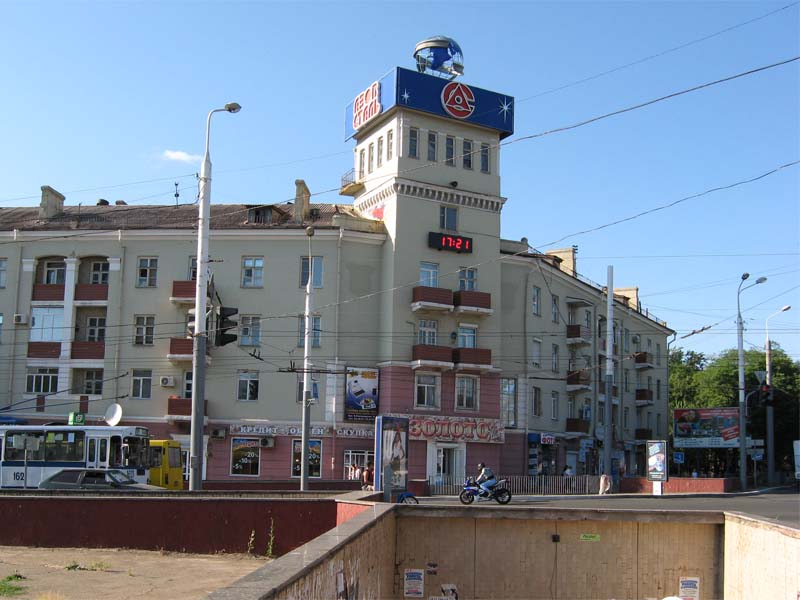
Центральный переход

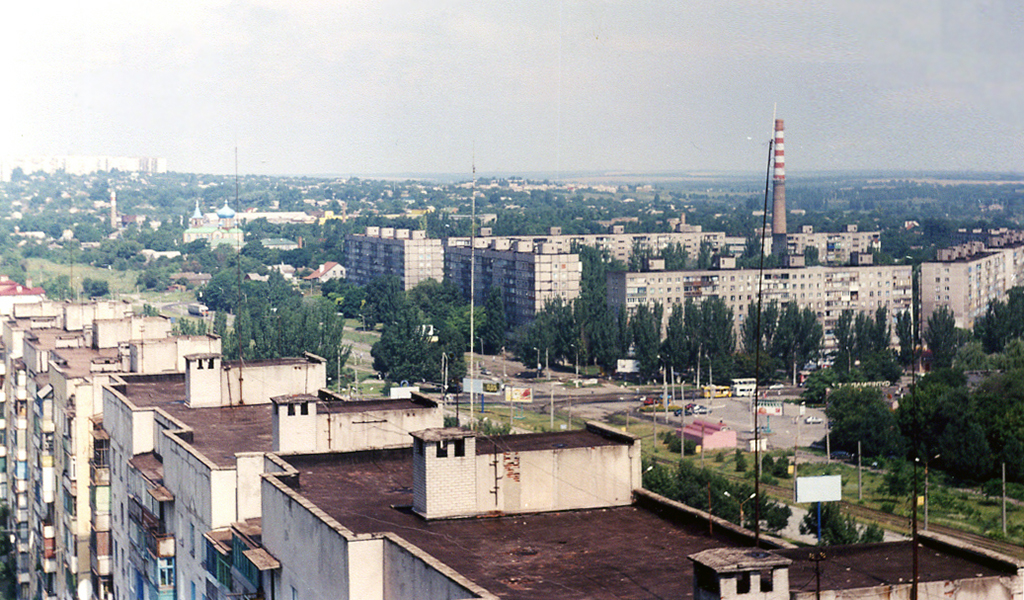
пересечение бульвара Шевченко и проспекта Металлургов

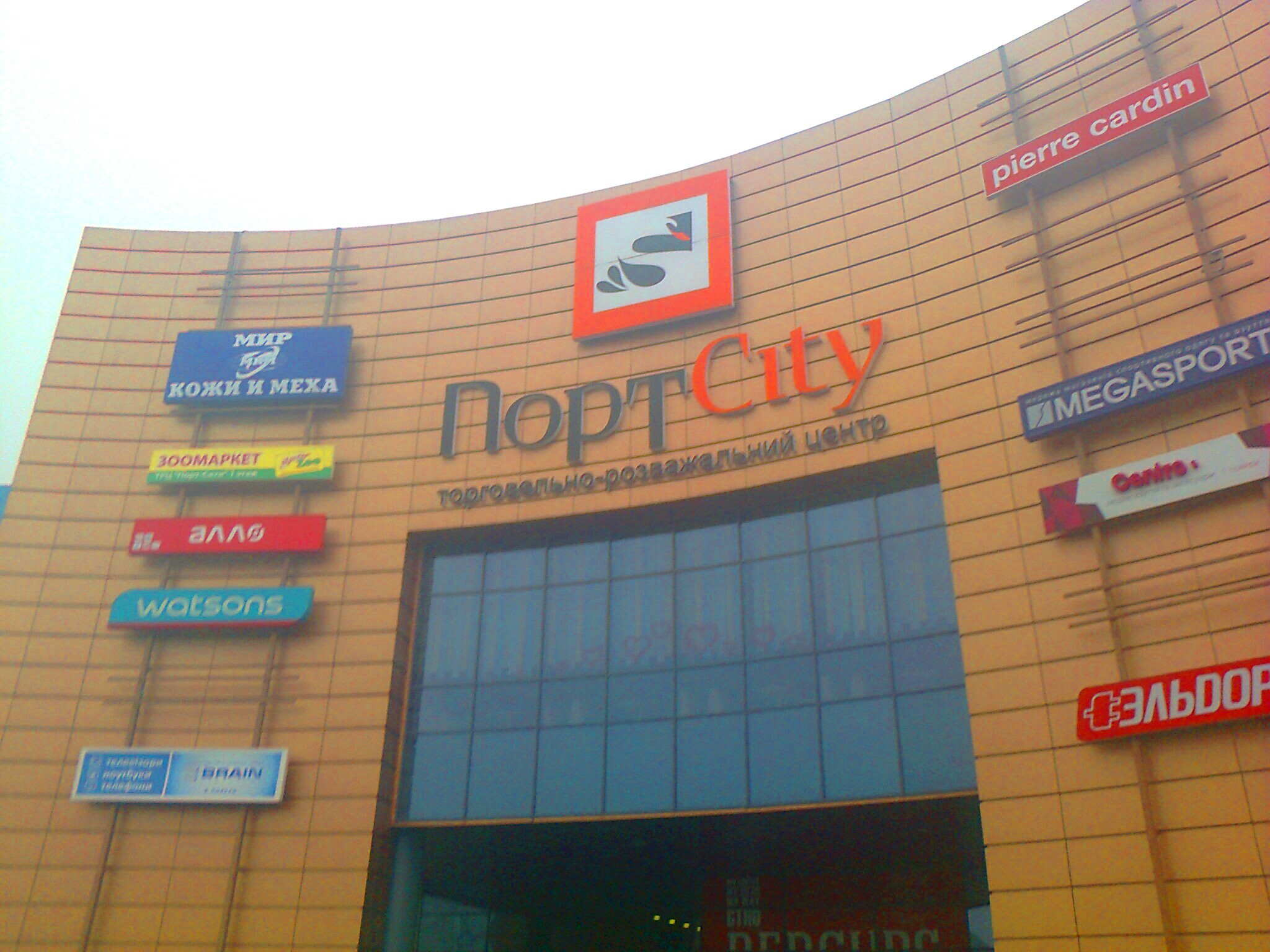
ТРЦ ПортCity

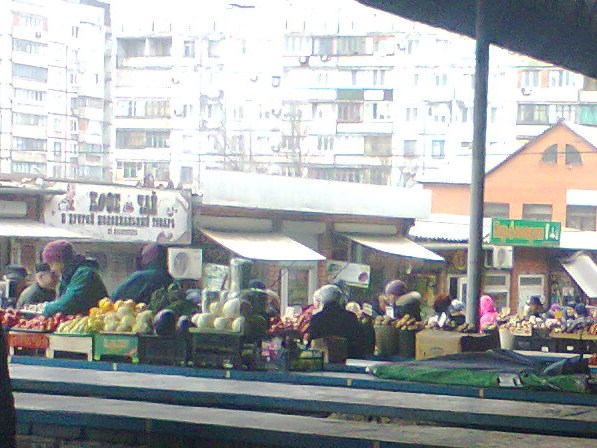
Центральный рынок

Население района — 179 582
Площадь района — 46,599 кв.км

## История
- 5 мая 1939 года, постановлением Президиума Сталинского облисполкома, в городе Мариуполе организован Мо́лотовский райсовет в составе следующих частей города.

Северная часть города от улицы им. Ленина, включая её северную нечётную сторону и Биржевого спуска до реки Кальчик, Правого берега и посёлков: Аджахи, Новосёловка, Парковый, Кальчанский, Верхний Блок, Нижний Блок, Садки 4-го и 5-го районов…

- 22 июня 1939 года, указом Президиума Верховного Совета УССР, в городе Мариуполе образован Молотовский городской районный Совет.
- 21 октября 1957 года, указом Президиума Верховного Совета УССР, Молотовский район города Жданова [Мариуполя] переименован в Жовтневый (от укр.: «Октябрьский»).
- 28 января 2016 года, решением IV сессии VII созыва Мариупольского городского совета[2], Жовтневый район города Мариуполя переименован в Центральный.

## Достопримечательности
В районе расположены важнейшие административные, культурные и научные сооружения города:
- Донецкий областной русский драматический театр
- Приазовский государственный технический университет
- Мариупольский государственный гуманитарный университет
- Мариупольский краеведческий музей
- Городской сад
- Городской (Театральный) сквер
- Свято-Никольский собор
- ДК «Молодёжный» (бывший «Азовсталь»)
- ДК «Маркохим»
- Центр современного искусства и культуры имени А. И. Куинджи
- Стадион «Азовец»
- Спорткомплекс «Садко»
- Шахматный клуб «Азовсталь»
- Гостиница «Спартак»
- ТЦ «ПортCity»

## Жилые массивы
- 12-й микрорайон
- 13-й микрорайон
- 16-й микрорайон
- 17-й микрорайон
- 18-й микрорайон
- 19-й микрорайон
- Западный микрорайон
  - 20-й микрорайон
  - 21-й микрорайон
  - 22-й микрорайон
  - 23-й микрорайон
  - Солнечный микрорайон
- пос. Новосёловка
- пос. Западный
- пос. Парковый
- МЖК
- массив Кировский
- Карасевка
- Правый Берег

## Основные автомагистрали
- просп. Мира
- просп. Металлургов
- просп. Строителей
- просп. Нахимова
- бульв. Шевченко
- бульв. Богдана Хмельницкого
- ул. Куинджи
- ул. Торговая
- ул. Куприна
- ул. Зелинского
- ул. Митрополитская
- ул. Бахмутская
- ул. Филиппа Орлика (бывшая ул. Урицкого)
- ул. Троицкая (бывшая ул. 50 лет СССР)

## Промышленные предприятия
- Мариупольский радиаторный завод
- Завод «Электробытприбор»
- Мариупольский опытно-экспериментальный завод
- Завод «Октябрь»
- Завод «Пожзащита» (огнетушители)
- Молокозавод
- Швейная фабрика «Фея»
- бывший Завод технологического медицинского оборудования «Медпром»
- бывшая Мариупольская кондитерская фабрика
- бывшая Мариупольская пищевкусовая фабрика
- бывшая Мариупольская чулочная фабрика «Адомаха»
- бывшая Мариупольская фабрика «Сувенир»
- бывшие 2 хлебозавода

## Городской транспорт
- все маршруты троллейбусов города
- маршруты трамвая: 1, 3, 5, 6, 7, 8, 10 (см. Мариупольский трамвай)
- автобусы и маршрутные такси (см. Мариупольский автобус)

## Железнодорожные станции и остановки
- остановочный пункт Азовсталь (упразднён в 2007 году);
- остановочный пункт 1261 км (Карасёвка).